# Yukon
För andra betydelser, se Yukon (olika betydelser).
Yukon är ett av Kanadas tre territorier. Det ligger i nordvästra hörnet av Kanada, och gränsar till den amerikanska delstaten Alaska. Territoriet har en befolkning på 31 000 invånare och huvudstaden är Whitehorse, med en befolkning på 23 272. Territoriet har fått sitt namn efter Yukonfloden. Namnet var officiellt Yukonterritoriet (engelska: Yukon Territory) fram till den 1 april 2003.

## Historia

### Förhistoria
I Yukon har de äldsta spåren av människan i Nordamerika hittats, enligt inte helt okontroversiella uppgifter. Ett stort antal ben hittades i Old Crow-området i norra Yukon, dessa beräknas vara mellan 25 000 och 40 000 år gamla, enligt kol 14-metoden. Centrala och norra Yukon var på den tiden en del av Beringia, det vill säga området som idag utgör Berings hav men som på den tiden var fastland, på grund av att stora mängder vatten bundits i inlandsisar.
Ungefär år 800 e.Kr. täckte ett vulkanutbrott i Mount Churchill nära gränsen till Alaska södra Yukon med aska, The White River Ash. Det lagret kan fortfarande ses längs med Klondike Highway. Historier från First Nations-folk berättar om att alla djur och fiskar i området dog i händelsen. Liknande berättelser berättas av navajo- och apachefolk, vilket gjort att vissa antropologer har dragit slutsatsen att vissa folk migrerade från Kanada till sydvästra USA på grund av detta. Efter vulkanutbrottet utvecklades även jaktteknologin.
Under Yukons förhistoria utvecklades också handelsnätverk mellan kustliga tlingitfolket med andra First Nations-folk, tlingitfolket bytte olja och andra kustliga resurser mot koppar och päls och andra varor som fanns i inlandet.

### 1800-talet
Européer dök upp i Yukon under första halvan av 1800-talet. Utforskare från Hudson's Bay Company och handelsmän från handelsstationer vid Mackenziefloden använde två olika vägar in i Yukon och grundade handelsstationer längs med vägen. Den norra vägen startade i Fort McPherson längs Mackenziefloden, korsade bergen in i floderna Bell och Porcupine River till Yukonfloden. Den södra vägen startade vid Fort Liard, och gick västerut längs Liardfloden till Frances Lake och sedan längs floden Pelly tills den rann ihop med Yukonfloden.
Efter att Fort McPherson etablerats, korsade John Bell bergen in i Yukons avrinningsområde år 1845, och tog sig nerför det som idag kallas floden Bell till dess sammanrinningspunkt med Porcupinefloden. Efter att han handlat vid Fort McPherson återvände han till Bellfloden och följde Porcupine tills den gick ihop med Yukonfloden, där Fort Yukon snart skulle byggas. Snart efter det etablerade Alexander Hunter Murray handelsstationer vid Lapierre House (1846) och Fort Yukon (1847). Murray ritade många skisser över pälshandelsstationer och över folket som handlade där, och skrev ”Journal of the Yukon, 1847–48” baserat på dessa skisser. Denna bok gav mycket insikt i den tidens gwich'inkultur. Gwich'in är en av Kanadas urinvånarfolkgrupper. Medan handelsstationen egentligen låg inom ryska Alaska fortsatte Hudson's Bay Company att handla där fram tills de blev utdrivna av amerikanska handlare år 1869, efter att USA köpt Alaska av ryssarna. En ny handelsstation vid namn Rampart House etablerades uppströms längs med Porcupine men var även den precis innanför Alaskas gräns, vilket gjorde att även denna station så småningom fick stängas.
Vid ungefär samma tid kom Robert Campbell från Fort Simpson, utforskade stora delar av södra Yukon, och etablerade Fort Frances (1842) vid Frances Lake i Liardsjöns avrinningsområde och Fort Selkirk där Yukon- och Pellyfloderna flyter ihop. År 1852 plundrades Fort Selkirk av tlingitkrigare från kusten som invände mot Selkirks inblandning med deras handel. Fort Selkirk övergavs och återuppbyggdes först 1889. Anglikanska och katolska missionärer dök upp i område efter att pälshandeln hade vaknat till. William Carpenter Bompas blev den första anglikanska biskopen i Yukon.
År 1859 gav sig Robert Kennicott ut för att samla historiska naturföremål i vad som idag är Mackenzieflodens och Yukonflodens dalar, och i den arktiska tundran bortom dessa. Kennicott blev populär bland Hudson's Bay Companys pälshandlare i området, och han uppmanade dem att samla in sådant de hittade och skicka till honom. År 1865 försökte Western Union Telegraph Expedition hitta ett sätt att skapa en telegraflinje mellan Nordamerika och Ryssland genom Berings hav. Kennicott var huvudvetenskapsman för expeditionen, och dog i en hjärtattack medan han reste längs med Yukonfloden. Det Kennicott gjorde, gjorde Yukon välkänt i hela världen.
Hudson's Bay Company-handlare hade rapporterat om rykten om guld i området, men detta hade inte givits vidare eftertanke. Efter att Alaska köpts och Rampart House övergivits skickades handelsmän från Alaska Commercial Company att arbeta längs övre Yukonfloden. Tre gruvarbetare, Alfred Mayo, Jack McQuesten och Arthur Harper, som hade hört om dessa rykten blev anställda i företaget som handelsmän, men deras huvudintresse var möjligheterna till guldfyndigheter. År 1874 etablerade Mayo och McQuesten Fort Reliance några kilometer nedströms från vad som senare blev Dawson City. Gruvarbetare och guldletare började snart trilla in, och guld hittades i många områden men sällan i större kvantiteter. 1885 hittades en stor mängd guld i Stewartfloden och McQuesten övertygade Alaska Commercial Company att fokusera mer på gruvarbetare än bara på pälshandel. Det följande året hittades stora mängder guld längs med floden Fortymile och en ny handelsstation etablerades där Fortymile flyter ihop med Yukonfloden.

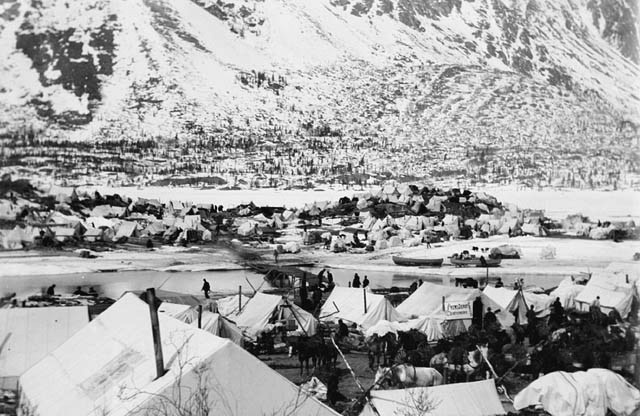
Gruvarbetarläger under guldruschen.

Vid samma tid som de första guldfyndigheterna gjordes skickade USA:s armé ut löjtnanten Frederick Schwatka för att rekognosera Yukonfloden. Han och hans grupp tog sig över Chilkootpasset och byggde flottar och flöt nerför Yukonfloden till dess mynning vid Berings hav, och döpte många geografiska platser längs vägen. Schwatkas expedition oroade den kanadensiska regeringen, som skickade ut en expedition under George Mercer Dawsons befäl år 1887. William Ogilvie, en lantmätare som under guldruschen blev känd, var en del av Dawsons expedition och kartlade gränsen mot Alaska.
År 1894 skickade den kanadensiska regeringen inspektör Charles Constantine till Yukon för att kontrollera det amerikanska inflytandet i området och dess övriga status. Constantine förutsåg att en guldrusch skulle starta när som helst, och rapporterade att det var bråttom att etablera en polisstation i området. Följande år återvände han till Yukon med 20 män som var på plats när guldruschen startade år 1897.

### Guldruschen i Klondike

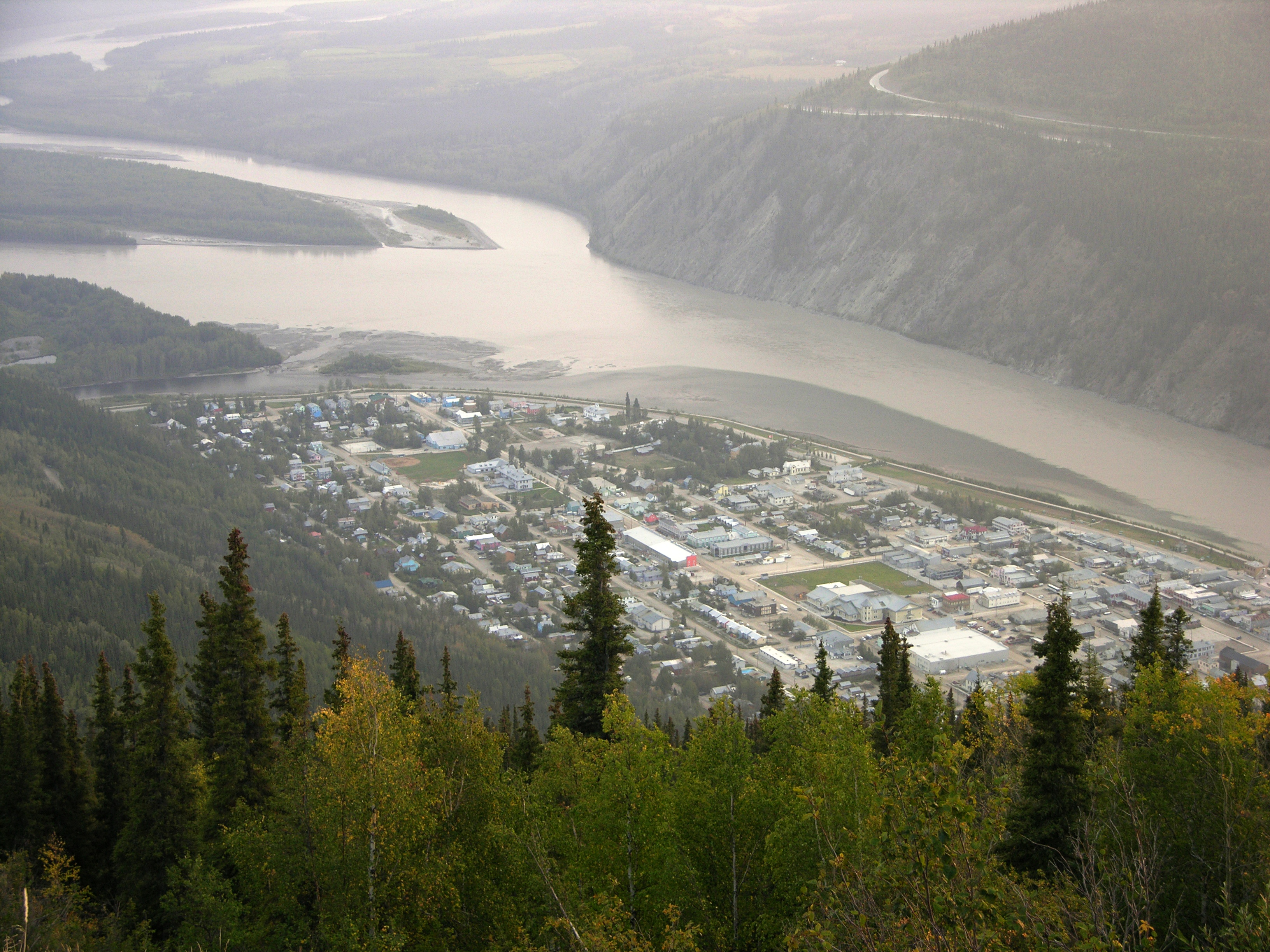
Vy över Dawson City med Yukonfloden till höger och Klondikefloden till vänster.

Guldruschen i Klondike var den mest speciella händelsen någonsin i Yukons historia. En grupp som leddes av Skookum Jim Mason hittade guld i en biflod till Klondikefloden i augusti 1896. Detta ledde till att ungefär 30–40 000 personer tog sig till Klondikes guldfält under vintern och våren 1897–1898, då upptäckten blivit känd. Då många amerikaner dök upp i området bestämde sig Kanada för att skapa ett separat territorium för att lättare kunna kontrollera situationen. 1901, efter att många återvänt, gav folkräkningen i Kanada ett invånarantal i området på 27 219, en siffra som inte skulle nås igen förrän 1991. Inflödet av folk stimulerade kraftigt sökandet och exploaterandet av mineraler i andra delar av Yukon, och ledde till två mindre guldruscher i Atlin och Nome, såväl som flera ännu mindre guldruscher. Transportbehoven ledde till att järnvägen White Pass and Yukon Route (WP&YR) byggdes.

### 1900-talet
Efter guldruschen minskade befolkningen i området extremt, och nådde ett bottenrekord på 4 157 invånare år 1921, och höll sig relativt stabilt där fram till 1940-talet, detta trots silver-, guld och kopparfyndigheter i området. I Klondike köptes gruvarbetarnas områden och konsoliderades till ett litet antal företag av den kanadensiska regeringen. År 1920 hade territorialrådet enbart tre medlemmar och territoriet styrdes direkt av guldkommissionären, en federal statstjänsteman som rapporterade till Kanadas inrikesminister. Nästa viktiga händelse i Yukons historia var konstruktionen av Alaska Highway under andra världskriget, den öppnade för biltrafik under sena 1940-talet. Under kriget byggdes också flera nya flygfält. Importen av arbetskraft var förödande för många urinvånare, som drabbades av många sjukdomar mot vilka de inte hade något immunförsvar.
Flera landsvägar byggdes under 1950- och 60-talen, vilket ledde till att flodbåtarna, som svarat för majoriteten av transporten fram till 1960-talet, försvann. Under tiden återupplivades också gruvarbetet, tack vare koppargruvdrift i Whitehorse, silver- och blygruvdrift i Keno City och Elsa samt asbestgruvdrift i Clinton Creek. Världens största zink- och blygruva öppnades i Faro under tidiga 1970-talet. Guldgruvdrift återvände till Klondike och andra områden i och med att guldpriset ökade kraftigt under sena 1970-talet. Under 1980- och 1990-talet minskade gruvdriften och myndigheternas roll ökade märkbart med större transfereringar från regeringen. År 1978 fick Yukon relativt självstyre. Under samma tid började urinvånarna kräva större rättigheter, bland annat rätt till sina områden, och ett beslut kunde nås år 1992. Fortfarande pågår dock diskussioner om olika landområden och grader av självstyre.

## Geografi

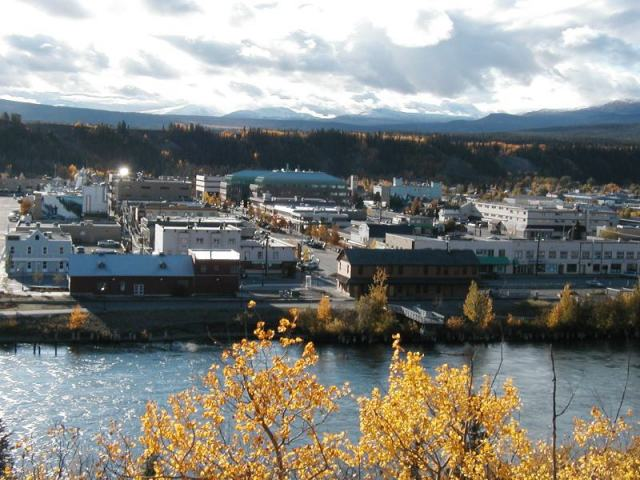
Vy över huvudstaden Whitehorse.

Territoriet består av stora sjöar och höga snötäckta berg, och är väldigt sparsamt bebott. Även om klimatet är arktiskt och subarktiskt och mycket torrt, med långa kalla vintrar, tillåter de långa soldagarna under sommaren växter, frukt och grönsaker att blomstra. Territoriet är format som en triangel, med den amerikanska delstaten Alaska i väst, Northwest Territories i öst och British Columbia i syd. Dess norra strand vetter mot Beauforthavet. Dess östra gräns följer primärt vattendelningen mellan Yukon- och Mackenzieflodernas avrinningsområden öst om Mackenziebergen. Kanadas högsta punkt, Mount Logan (5959 m) finns i sydvästra delen av territoriet. Mount Logan och stora delar av sydvästra Yukon ligger i Kluanes nationalpark, som är ett av Unescos världsarv. Andra nationalparker är Ivvaviks nationalpark och Vuntuts nationalpark i norr.
Majoriteten av territoriet ligger i Yukonflodens avrinningsområde. Södra Yukon täcks av ett stort antal långa och smala alpina floder, varav de flesta flyter in i Yukonfloden förr eller senare. Flera andra floder flyter ut i Beauforthavet, bland annat Mackenziefloden. Huvudstaden Whitehorse är den största staden, och hyser omkring två tredjedelar av territoriets befolkning. Den näst största staden är Dawson City, med en befolkning på 1 250 invånare. Dawson City var territoriets huvudstad fram till 1952.
10 största kommunerna efter befolkning
| Kommun          | 2001 års befolkning                    | 1996 års befolkning                    |
| --------------- | -------------------------------------- | -------------------------------------- |
| Whitehorse      | 19 058 (stad) 21 405 (storstadsområde) | 19 157 (stad) 21 808 (storstadsområde) |
| Dawson City     | 1 251                                  | 1 287                                  |
| Watson Lake     | 912                                    | 993                                    |
| Haines Junction | 531                                    | 574                                    |
| Carmacks        | 431                                    | 466                                    |
| Mt. Lorne¹      | 379                                    | 399                                    |
| Mayo            | 366                                    | 324                                    |
| Ross River      | 337                                    | 352                                    |
| Pelly Crossing  | 328                                    | 238                                    |
| Ibex Valley¹    | 315                                    | 322                                    |

¹ Del av Whitehorses storstadsområde

## Ekonomi
Territoriets historiskt viktigaste industri är gruvdrift, inklusive bly-, zink-, silver-, guld-, asbest- och koppargruvdrift. Territoriet kan tacka guldruschen i Klondike för sin blotta existens, detta då territoriet bildades eftersom det behövdes lokala myndigheter vid den stora invandringen som orsakades av guldruschen. Minnet av guldruschen, som författare som Robert W. Service och Jack London skrivit böcker om, tillsammans med landskapet, gör att turism är territoriets näst viktigaste industri. Efter detta följer tillverkning av möbler och kläder, tillsammans med vattenkraft. Fisket har minskat i betydelse. Den offentliga sektorn är den största arbetsgivaren i territoriet, omkring 5 000 av territoriets totala arbetskraft på 12 500 invånare är anställda där.

## Transport
Förr i tiden utgjorde Yukonflodens stora flodsystem områdets viktigaste transportsystem, både innan och efter guldruschen. Olika ursprungsbefolkningar använde sig också av olika pass genom bergen, såsom Chilkootpasset och Dalton trail. Från guldruschen och fram till 1950-talet var flodbåtar vanliga, främst mellan Whitehorse och Dawson City, men vissa åkte längre in i Alaska och ner mot Berings hav, och andra navigerade längs bifloder till Yukonfloden. Majoriteten av flodbåtarna ägdes av British-Yukon Navigation Co, en filial till White Pass and Yukon Route, som också opererade en smalspårig järnväg från Skagway i Alaska till Whitehorse. Järnvägen slutade användas på 1980-talet då gruvan i Faro stängdes. Den används idag under sommaren som en turistjärnväg.
Idag är de viktigaste transportrutterna i Yukon Alaska Highway, som passerar genom Whitehorse, Klondike Highway, som går från Skagway genom Whitehorse till Dawson City, Haines Highway, som går från Haines Borough till Haines Junction, samt Dempster Highway, som går från Klondike Highway till Inuvik. Alla dessa vägar, förutom Dempster Highway, är asfalterade. Andra vägar som är mindre trafikerade inkluderar Campbell Highway som går från Carmacks på Klondike Highway genom Faro och Rossfloden, och svänger söderut för att gå in i Alaska Highway vid Watsonsjön, samt Silver Trail (silverstråket) som går genom de gamla silvergruvområdena i Mayo, Elsa och Keno City. Alla kommuner i Yukon går att nå via för det mesta asfalterade vägar. Till Old Crow i norr går det dock bara att ta sig till via flyg.
Whitehorse internationella flygplats är flygets infrastrukturella nav, med direktflyg till Vancouver, Calgary, Edmonton, Fairbanks, Juneau och Frankfurt. I varje kommun finns en flygplats, och det finns en charterindustri, främst för turismens och gruvdriftens skull.

## Demografi

### Etniciteter
Enligt 2001 års kanadensiska folkräkning är den största etniska gruppen i Yukon engelsmän (27,1%), följda av First Nations (22,3%), skottar (21,9%), irländare (19,1%), tyskar (14,3%) och fransmän (13,4%), även om över en fjärdedel av alla som svarade dessutom identifierade sig själva som "kanadensare".

### Yukons befolkning sedan 1901
| År   | Befolkning | Femårig procentuell skillnad | Tioårig procentuell skillnad | Rangordning bland provinser och territorier |
| ---- | ---------- | ---------------------------- | ---------------------------- | ------------------------------------------- |
| 1901 | 27 219     | -                            | -                            | 10                                          |
| 1911 | 8 512      | -                            | -68,7                        | 10                                          |
| 1921 | 4 157      | -                            | -51,1                        | 11                                          |
| 1931 | 4 230      | -                            | 1,8                          | 11                                          |
| 1941 | 4 914      | -                            | 16,2                         | 11                                          |
| 1951 | 9 096      | -                            | 85,1                         | 12                                          |
| 1956 | 12 190     | 34,0                         | -                            | 12                                          |
| 1961 | 14 628     | 20,0                         | 60,8                         | 12                                          |
| 1966 | 14 382     | -1,7                         | 18,0                         | 12                                          |
| 1971 | 18 390     | 27,9                         | 25,7                         | 12                                          |
| 1976 | 21 835     | 18,7                         | 51,8                         | 12                                          |
| 1981 | 23 150     | 6,0                          | 25,6                         | 12                                          |
| 1986 | 23 505     | 1,5                          | 7,6                          | 12                                          |
| 1991 | 27 797     | 18,3                         | 20,0                         | 12                                          |
| 1996 | 30 766     | 10,7                         | 30,9                         | 12                                          |
| 2001 | 28 674     | -6,8                         | 3,2                          | 12                                          |
| 2006 | 30 372     | 5,9                          | -1,3                         | 12                                          |
| 2011 | 33 897     | 11,6                         | 18,2                         | 12                                          |
| 2016 | 35 874     | 5,8                          | 13,6                         | 13                                          |

*Preliminära siffror.
Källa: Statistics Canada 